# Hanna (streek)
Hanna (Tsjechisch: Haná en Hanácko en Duits: Hanna en Hanakei) is een streek in het oosten van Tsjechië, in Moravië. Het is een ongeveer 1550 km² grote, zeer vruchtbare vlakte, die gevoed wordt door de rivieren Morava, Hanna en Bečva. Een typische specialieit uit de Hanna zijn de Olomoucké tvarůžky.

## Ligging
De Hanna strekt zich uit over de Tsjechische regio's Olomouc (de districten Olomouc, Prostějov, Přerov en Šumperk), Zuid-Moravië (het district Vyškov) en Zlín (het district Kroměříž) en bevindt zich grofweg tussen de steden Uničov, Vyškov en Holešov. De Hanna wordt in het westen door het Drahanská vrchovina (Heuvelland van Drahany) van de Malá Haná gescheiden.

## Belangrijke steden
- Olomouc – ook wel bekend als hanácký Oxford (Nederlands: Oxford van Hanna) en Metropole Hané (metropool van Hanna)
- Prostějov – hanácký Jeruzalém (Jeruzalem van Hanna)
- Přerov – hanácký Detroit (Detroit van Hanna)
- Kroměříž – hanácké Athény (Athene van Hanna)
- Vyškov – moravské Versailles (Moravisch Versailles) en hanácké Versailles (Versailles van Hanna)
- Holešov
- Uničov
- Litovel – hanácké Benátky (Venetië van Hanna)
- Hulín
- Kojetín
- Chropyně
- Velká Bystřice
- Ivanovice na Hané
- Kostelec na Hané
- Tovačov
- Náměšť na Hané
- Němčice nad Hanou